# 進藤賢盛
進藤 賢盛（しんどう かたもり）は、戦国時代から安土桃山時代にかけての武将。近江国木浜城主。

## 略歴
進藤氏は近江国野洲郡から栗太郡、志賀郡にかけて勢力を張った国人。賢盛は同国の戦国大名・六角義賢（承禎）に仕えてその偏諱（「賢」の字）を受けた。
進藤賢盛は後藤賢豊と共に「六角の両藤」と呼ばれ、永禄3年（1560年）の近江肥田城攻め、野良田の戦いなど多くの浅井氏との合戦に従軍し、外交では室町幕府との交渉を担当する重臣であるが、同6年（1563年）の観音寺騒動では主家である六角家に反抗している。騒動後は六角家と和睦し、永禄10年（1567年）に制定された六角氏式目に連署、同年6月には延暦寺の内紛に介入し一乗寺へ放火をしている（言継卿記）。しかし、永禄11年（1568年）に織田信長が侵攻してくると信長へ臣従、永禄12年（1569年）には伊勢国大河内城攻めに参加（大河内城の戦い）。元亀2年（1571年）には佐久間信盛の与力になり、元亀4年（1573年）の槇島城攻め、天正元年（1573年）の一乗谷城の戦い、その後は石山合戦に参加。信盛が追放された後は、第二次天正伊賀の乱にも従軍した。
天正10年（1582年）の本能寺の変後は信長の子・織田信雄、のち豊臣秀吉に仕えている。信雄と秀吉（当時：羽柴秀吉）が戦った天正12年（1584年）の小牧・長久手の戦いでは秀吉軍の別働隊に所属し蒲生氏郷と共に伊勢の伊勢峰城攻めに加わった。一説に諱を「秀盛」（ひでもり）と伝えるものもあるが、おそらく秀吉から1字を受けたものと推測される。